# Miomães
Miomães ist ein Ort und eine ehemalige Gemeinde (Freguesia) im portugiesischen Kreis Resende. Die Gemeinde hatte 359 Einwohner (Stand 30. Juni 2011).
Am 29. September 2013 wurden die Gemeinden Miomães und Freigil zur neuen Gemeinde União das Freguesias de Freigil e Miomães zusammengeschlossen.